# 関西空港警察署
関西空港警察署（かんさいくうこうけいさつしょ）とは、大阪府警察管轄の警察署である。1994年（平成6年）の関西国際空港開港に伴い開署した。
警察署長は警察署の所在地に住民登録することが義務づけられているため、関空島内で唯一住民登録しており、関空島の人口密度は0.077人/km²で、日本の有人島の中で最小。

## 管轄区域
- 関西国際空港
  - 泉佐野市泉州空港北、泉南郡田尻町泉州空港中、泉南市泉州空港南、
- 関西国際空港連絡橋（スカイゲートブリッジ）
  - 泉佐野市りんくう往来北の区域に存する部分を除く

## 所在地
- 大阪府泉南郡田尻町泉州空港中1番地
  - 最寄り駅：JR関西空港線・南海空港線　関西空港駅

## 交番
- ターミナル交番 - 泉佐野市泉州空港北1番地 関西国際空港旅客ターミナルビル内